# Yara (chanteuse)
Pour les articles homonymes, voir Yara.
 (novembre 2011).
Si vous disposez d'ouvrages ou d'articles de référence ou si vous connaissez des sites web de qualité traitant du thème abordé ici, merci de compléter l'article en donnant les références utiles à sa vérifiabilité et en les liant à la section « Notes et références ».
Carla Nazih El Berkachi (arabe : كارلا نزيه البرقاشي), née le 1er juin 1983, plus connue sous le nom de scène Yara (يارا), est une chanteuse libanaise célèbre dans le monde arabe.

## Carrière
Yara commence sa carrière en 1999 lorsqu'elle remporte le premier prix de la célèbre émission « Ka'es El Noujoum » (coupe d'étoiles). Cependant, Yara devra attendre encore avant le début de sa carrière. Ce n'est donc qu'en 2004 grâce à son duo avec la star Fadel Shaker sur la chanson « Akhedni Ma'ak » que les portes de l'industrie s'ouvrent à la jeune femme. Sa voix et sa présence scénique font d'elle le nouvel attrait de plusieurs producteurs et auteurs/compositeurs du monde arabe, désireux de travailler avec elle.
En 2005,  Yara revient avec l'album « Twassa Feyi » qui est une collaboration avec le producteur libanais de renom: Tarek Abou Jaoude. Les deux singles issus de l'opus « Hob Kbeer » et « Twassa Feyi » se placent au top des classements, confirmant aux plus sceptiques que Yara a bel et bien sa place dans le large répertoire de la musique arabe contemporaine.
« Enta Menni » sort en 2008 et rencontre encore plus de succès que son prédécesseur avec 10 chansons aux dialectes différents (égyptien, libanais et khaliji). Cette année-là, Yara remporte le Murex d'Or de « Meilleur Chanteuse Libanaise » et le single « Enta Minni » (tu fais partie de moi) chantée en égyptien est l'un des plus grands bestsellers de l'année que les radios passent en boucle à longueur de journée. « Bahlam bi Einak », « Ma Yhimmak » et « Hawel Marra » font aussi partie des singles extraits de ce second album produit par le label Melody Production.
Le troisième album de Yara « La'ale  Khaleejiya », en 2009, est entièrement enregistré et produit en dialecte khaliji, chose rare pour une chanteuse qui n'est pas issue du pays du Golfe. L'album inclut le single « Sodfa » l'un de ses titres les plus vendus de sa carrière ainsi que la chanson « Ana Ensaha ». 2009 marque aussi l'obtention d'un second Murex d'Or pour Yara qui est encore une fois sacrée « Meilleure Chanteuse Libanaise » de l'année.
Bien qu'encore à ses débuts de carrière, le chemin de Yara semble déjà tout tracé. Avec déjà plusieurs concerts en Jordanie, Syrie, Égypte et le Golfe, sa réputation dans le monde de la musique arabe n'est plus à faire. Propulsée au sommet grâce à son talent, Yara doit aussi une partie de sa renommée aux duos qu'elle a enregistrés aux côtés de célébrités telles que Rashed Al Majid et Fadel Shaker et ses collaborations avec les plus grands compositeurs et poètes arabes à l'instar d’Elias Nasser et Nasser El Saleh.
En 2009, Yara figure parmi les artistes auxquels le compositeur et producteur Jean-Marie Riachi fait appel pour l'album « Beelaks » et rejoint ainsi Ramy Ayach, Abeer Nehme et Simon Obeid.

## Religion
La chanteuse Yara est de confession chrétienne.